# Arroyo de Pintado
El arroyo de Pintado  es un curso de agua uruguayo que atraviesa el departamento de  Florida  perteneciente a la cuenca del Plata.
Nace en la Cuchilla Grande Inferior, cerca de la localidad de Pintado, desemboca en el río Santa Lucía Chico tras recorrer alrededor de 26 km.